# Akola

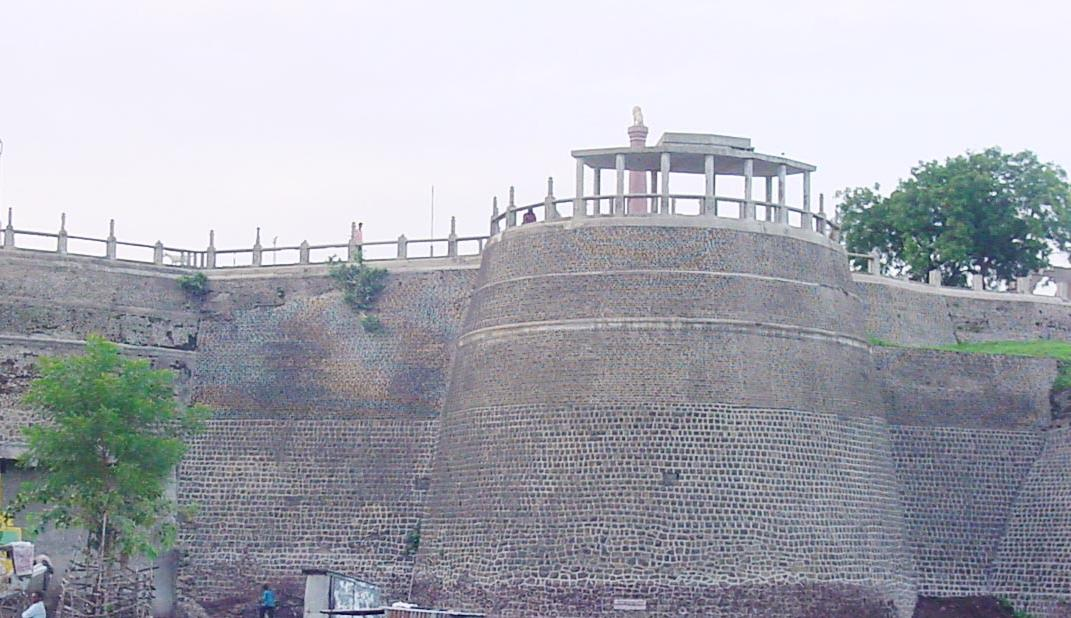
Fort

Akola és una corporació municipal i abans municipalitat de l'Índia (creada el 1868), capital del districte d'Akola, antigament part de l'estat de Berar. És creuada pel riu Morna amb el barri de Tajnapet a l'est. És un centre cultural, polític, religiós, industrial i agrícola a la regió de Vidarbha, a Maharashtra i és considerada la capital del cotó, del que un mercat fou establert ja el 1868 a Tajnapet. Té una població de 443.184 habitants (2007, eren 225.412 el 1981 i 16.000 el 1880) i la superfície de l'administració de la corporació és de 3.487 km². La ciutat disposa d'un aeroport anomenat de Shivani (codi IATA: AKD; codi ICAO: VAAK). Monuments notables són el fort d'Akola i la torre Khandelwal. El temple de Raj Rajeshwar dedicat a Xiva, és un lloc de pelegrinatge. Altres temples locals són: Birla Mandir (Shri Ram) Shreenath Dutta Mandir, Ramdas Peth, i el temple Jainista. Per la seva història vegeu Districte d'Akola. La ciutat fou teatre d'una batalla entre els marathes i les forces del nizam el 1790. Arthur Wellesley hi va acampar el 1803.